# Ceratostema nodosum
Ceratostema nodosum är en ljungväxtart som beskrevs av J.L. Luteyn. Ceratostema nodosum ingår i släktet Ceratostema och familjen ljungväxter. Inga underarter finns listade i Catalogue of Life.